# صابر الفتى
صابر الفتى كان من المُحرَّرين الذين خدموا الخليفة الفاطمي المهدي بالله حاكمًا وقائدًا عسكريًّا.

## الحياة
كما أن لقبه هو الفتى الذي يوضح أن صابر كان عبدًا عسكريًا سلافيًا (صقالبة) الذين كان الفاطميون يحررونهم ويجعلونهم ضباطًا في الجيش الفاطمي. وكان مالكه الأول هو ابن قرب.
خدم في عهد الخليفة الفاطمي الأول، المهدي بالله، بصفته حاكمًا للقيروان. في عام 927/928، أُرسل إلى صقلية مع أسطول مُكون من 44 سفينة لشن هجوم ضد مقاطعات الإمبراطورية البيزنطية في جنوب إيطاليا. في عام 928، وبمساعدة 30 سفينة، ومع انضمام الحاكم الفاطمي لصقلية، سليم بن أبي راشد إليع، هاجم منطقة تسمى الغيران (وتعني ''الكهوف'') في بولية، وشرع في الدخول إلى مدينتي طارنت وأوترانتو. عندما دخل طارنت، في 17 آب 928 م، ورد أن عدد قتلى البيزنطة وصل 6000.
أجبرهم تفشي المرض على العودة إلى صقلية، ولكن بعد ذلك قاد صابر أسطوله إلى بحر طرانة، مما أجبر ساليرنو ونابولي على فدية أنفسهم بالمال والديباج الثمين. في عام 929، هزم بأربع سفن السفن السبع التابعة إستراتيجوس البيزنطي المحلي على ساحل البحر الأدرياتيكي، واستطاع الدخول إلى ترملة. عاد إلى عاصمة الفاطميين، المهدية، في 5 أيلول 930، ومعه 18 ألف سجين من المحاربين.
شجعت نجاحاته الخليفة المهدي على إعداد حملة بحرية جديدة أكبر ضد البيزنطيين في إيطاليا، لكن وصول سفارة بيزنطية أدى إلى إبرام معاهدة بدلًا من ذلك (931/32).